# Robert d'Humières
Pour les autres membres de la famille, voir Famille d'Humières (Rouergue).
Aymeric Eugène Robert d'Humières, né le 2 mars 1868 à Arpajon-sur-Cère (Cantal) et mort le 26 avril 1915 à Lizerne en Belgique, est un homme de lettres, poète, chroniqueur, traducteur et directeur de théâtre français.

## Biographie
Fils du comte Aymeric d'Humières (1839–1923) et de Norah Kelly (1842–1922), d'origine américaine, Robert d'Humières est né le 2 mars 1868 au château de Conros, Arpajon-sur-Cère dans le  Cantal. Ancien élève de Saint-Cyr, (Promotion Tombouctou 1887-1889), revenu à la vie civile, engagé pour la durée de la guerre comme capitaine au 4e régiment de zouaves, mort pour la France le 26 avril 1915 à Lizerne (dans la défense d'Ypres). Il est cité à l'ordre de l'Armée pour être mort en héros en combattant à la tête de son unité. Il est nommé chevalier de la Légion d'honneur à titre posthume.
Il se marie en 1905 à Marie de Dampierre (1881-1917) avec laquelle il a trois enfants.
Ami de Marcel Proust, il aida ce dernier dans sa traduction de La Bible d'Amiens de John Ruskin. Il fut l'un des modèles de Saint-Loup dans À la recherche du temps perdu.
Il fut aussi ami d'Oscar Wilde qui lui offrit un exemplaire dédicacé de ses Poems en 1892 (Paris, collection privée).

## Carrière
Si le nom de Robert d'Humières est toujours connu de nos jours, c'est grâce à son amitié avec Proust et aussi en raison des premières traductions en français qu'il a données, en collaboration avec Louis Fabulet, des œuvres de Rudyard Kipling. 
L’Académie française lui décerne le prix Langlois en 1901 et 1915.

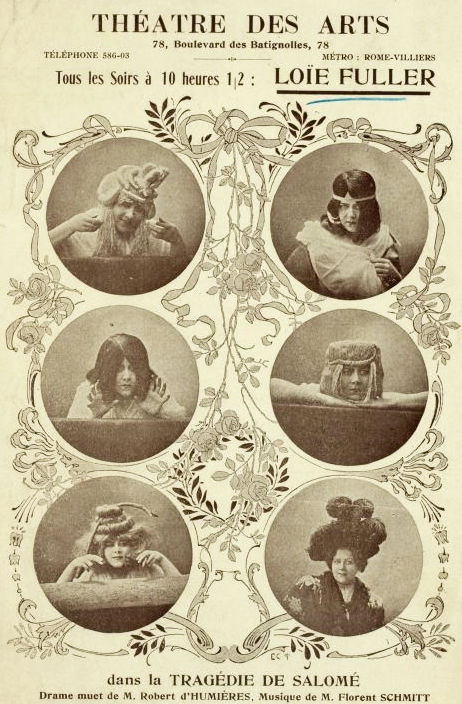
Programme du théâtre des Arts. En haut, le nom de la danseuse américaine Loïe Fuller, vedette du mimodrame La Tragédie de Salomé, livret de Robert d'Humières, musique de Florent Schmitt, créée le 9 novembre 1907.

Robert d'Humières fut directeur, de 1907 à 1909, du théâtre des Arts, 78 boulevard des Batignolles, avec comme secrétaire Marcel Clavié. Humières fait représenter durant la première saison des œuvres venues de répertoires internationaux. L'ouverture se fit avec son drame muet, La Tragédie de Salomé, avec Loïe Fuller, poème que Diaghilev réutilisa pour son ballet en 1913. Ce lieu accueille le 26 mars 1908 une grande fête organisée par robert d’Humières à l’issue de la 125ème représentation de la pièce « Le Grand Soir » , restée célèbre grâce à l’entrée triomphale de l’écrivain Colette, quasi nue, portée sur un palanquin par quatre hommes peu vêtus.en juin 1908, La Princesse de Clêves de Jules Lemaître, sous la bannière du « Théâtre d’Action française », fondé en décembre 1907 par Maurice Pujo, cofondateur de l'Action française. Ce rapprochement avec Pujo, personnage soutenu par Robert de Montesquiou, ne fut pas du goût de tout le monde puisque le Théâtre d’Action française affichait un programme « réactionnaire et contre-révolutionnaire » — dans les faits, il ne fut pas reconduit,.

## Œuvres
- 1894 : La Belle au Bois Dormant, féerie dramatique en trois actes écrite en collaboration avec Henry Bataille et représentée le 24 mai 1894.
- 1895 : « Les Temps nouveaux de M. de Castellane  », article, in: La Revue blanche no 56, 1er octobre 1895.
- 1900 : « Voyage », article, in: Mercure de France no 125, mai 1900.
- 1902 : Du Désir aux Destinées, poèmes, Paris, Société du Mercure de France.
- 1904 : L'Île et l'Empire de Grande-Bretagne. Angleterre - Égypte - Inde, Paris, Société du Mercure de France.
- 1907 : La Tragédie de Salomé, drame muet en deux actes et sept tableaux, musique de Florent Schmitt.
- 1908 : « Bernard Shaw », article publié dans Comœdia, 5 mai 1908.
- 1909 : « Pantoum », poème, in: Akademos de février.
- 1911 : Lettres volées - Roman d'aujourd'hui, Paris, Librairie Félix Juven.

Certains de ses poèmes ont été mis en musique par Charles Koechlin.